# NGC 7172
NGC 7172 (również PGC 67874 lub HCG 90A) – galaktyka spiralna (Sa), znajdująca się w gwiazdozbiorze Ryby Południowej. Została odkryta 23 września 1834 przez Johna Herschela. Galaktyka ta należy do zwartej grupy Hickson 90 (HCG 90). Jest galaktyką Seyferta typu 2.